# موسكاتيللي
موسكاتيلي لاعب سابق في الدوري المصري، إيطالي الجنسية.

## تاريخه
كان موسكاتيلي يعيش في بورسعيد وكان حارس لمرمي المصري البورسعيدي بالأربعينات من القرن العشرين، تم أسره أثناء الحرب العالمية الثانية حيث كانت مصر تحت السيطرة الإنجليزية وكانت في حرب ضد دول المحور التي كانت منها إيطاليا ولذا تعرض العديد من الرعايا الإيطاليين في مصر للاعتقال في ذلك الوقت.

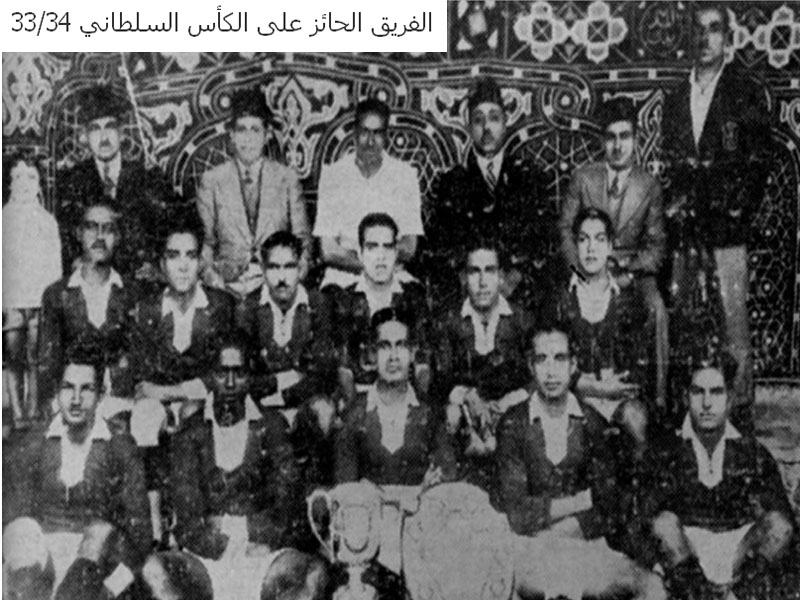
موسكاتيللي ضمن فرقة المصري البورسعيدي الفائزة بالكأس السلطاني 1934

بعد خروجه من الاعتقال، اتجه للتصوير وأسس ستوديو الليدو بجوار مدرسة الليسيه الموجودة بمدينة بورسعيد، و زوده بأحدث أدوات التصوير التي جلبها من إيطاليا.
وثق موسكاتيللي العدوان الثلاثي علي بورسعيد 1956 مستغلاً ملامحه الأجنبية التي مكنته من التصوير داخل المعسكرات الإنجليزية والفرنسية، دون قلق من جانب القوات الاجنبية، وفي الجانب المصري كان «موسكاتيللي البورسعيدي» لاعب النادي المصري المعروف وبالتالي فكان موثوقا به لطرفي المعركة مما أتاح له توثيق الحرب من زوايا مختلفة وخصوصا توثيق الانتهاكات وجرائم الحرب التي أرتكبت أثناء المعركة.

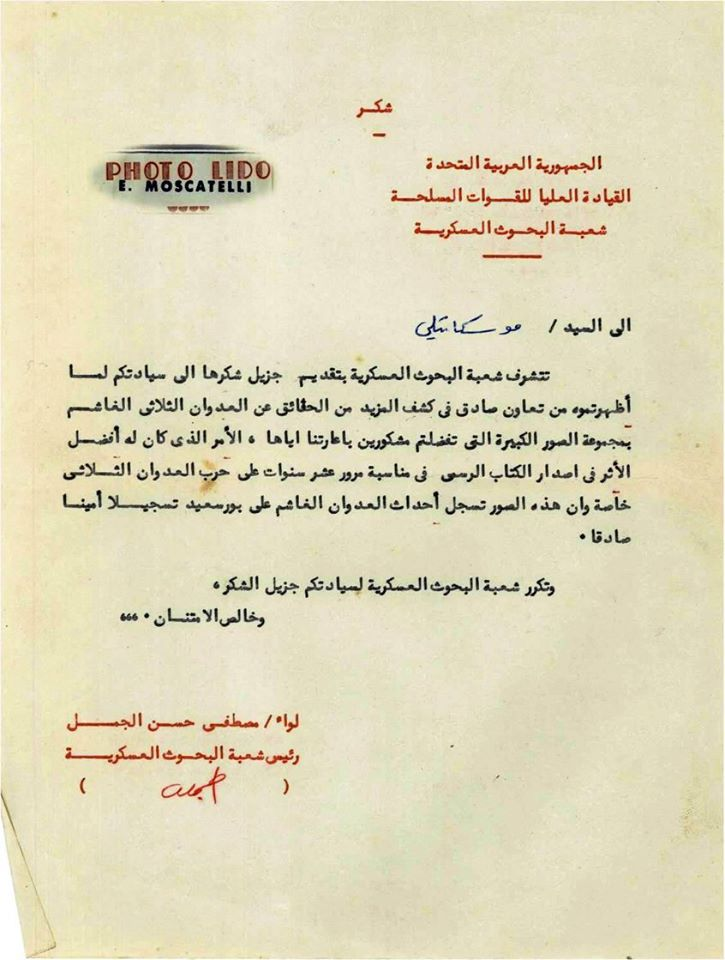
خطاب شكر من الجيش المصري للمصور ايتوري موسكاتيلي لما قام به من توثيق العدوان الثلاثي 1956 في مدينة بورسعيد

كثيرين ممن عاصروا موسكاتيللي مثل الشاعر كامل عيد يقولون ان الحكومة المصرية قد استخدمت صوره في تعريف العالم بجرائم العدوان الثلاثي علي مصر وإن صوره كانت من ضمن الملف المصري الذي أرسل للأمم المتحدة وقتها لوقف الحرب على مصر وإرسال قوات دولية لحفظ السلام.

### توثيق موسكاتيلي
وعلى جدران وأبواب محلات بورسعيد، علقت عدة صور مشهورة للعدوان الثلاثي ويقال إنها تخص المصور الإيطالي، إلا إن صور موسكاتيللي ليست مجمعة أو مؤرشفه في موقع يمكن الرجوع إليه، أو التأكد من صحة ذلك.
وعند السؤال عن مصدر الصور يقول الناس إنه بعد وفاة موسكاتيللي إنتقلت الأفلام لمساعده المصري إبراهيم شليل الذي كان ينسخ هذه الصور ويبيعها في الأستوديو الخاص به وبإغلاق ستوديو شليل لم يعد هناك مكان يمكن ان تشتري منه صور موسكاتيلي أو التأكد منها ولكنها تظل متناثرة بين محبي جمع الصور القديمة وعلى جدران المحلات في مدينة بورسعيد.

## وصلات خارجية
- شهادة لأحد المقاتلين المصريين سنة 1956 يذكر فيها انه تم تصوير لحظة أسره من قبل موسكاتيللي